# Теорията на всичко
Теорията на всичко (на английски: The Theory of Everything) е британски биографичен романтичен драматичен филм от 2014 г., режисиран от Джеймс Марш и адаптиран от Антъни Маккартън по спомените Пътуване към безкрайността: Моят живот със Стивън (Travelling to Infinity: My Life with Stephen) от Джейн Уайлд Хокинг, които разказват за нейната връзка с бившия ѝ съпруг, теоретичния физик Стивън Хокинг, неговата диагноза на моторно невронно заболяване и неговия успех във физиката.
В главните роли са Еди Редмейн и Фелисити Джоунс, с Чарли Кокс, Емили Уотсън, Саймън Макбърни, Кристиан Маккей и Дейвид Толис в поддържащи роли. Премиерата на филма е на Международния филмов фестивал в Торонто на 7 септември 2014 г.
Филмът е посрещнат с общо взето положително отзиви по света и има значителен успех на голям брой филмови награди и фестивали. Получава 4 номинации за награда Златен глобус, от които спечелва наградата за най-добър актьор за Редмейн и за най-добър оригинален саундтрак. Получава 10 номинации за наградите на Британската академия за филмово изуство, от които спечелва 3, за най-добър британски филм, най-добър актьор в главна роля и най-добър адаптиран сценарий. Филмът е номиниран за 5 награди Оскар (включително за най-добър филм и най-добра женска роля), от които Еди Редмейн печели наградата за най-добра мъжка роля.

## Награди и номинации
| Категория                             | Номиниран(и)                | Резултат                    |
| Оскар (22 февруари 2015 г.)           | Оскар (22 февруари 2015 г.) | Оскар (22 февруари 2015 г.) |
| ------------------------------------- | --------------------------- | --------------------------- |
| Най-добра мъжка роля                  | Еди Редмейн                 | награда                     |
| Най-добър филм                        | Най-добър филм              | номинация                   |
| Най-добър адаптиран сценарий          | Антъни Маккартън            | номинация                   |
| Най-добра филмова музика              | Йохан Йохансон              | номинация                   |
| Най-добра женска роля                 | Фелисити Джоунс             | номинация                   |
| Награда на БАФТА (8 февруари 2015 г.) |                             |                             |
| Най-добър британски филм              | Най-добър британски филм    | награда                     |
| Най-добър адаптиран сценарий          | Антъни Маккартън            | награда                     |
| Най-добър актьор в главна роля        | Еди Редмейн                 | награда                     |
| Най-добър филм                        | Най-добър филм              | номинация                   |
| Най-добър филмов монтаж               | Най-добър филмов монтаж     | номинация                   |
| Най-добри костюми                     | Най-добри костюми           | номинация                   |
| Най-добър грим и прически             | Най-добър грим и прически   | номинация                   |
| Най-добра режисура                    | Джеймс Марш                 | номинация                   |
| Най-добра филмова музика              | Йохан Йохансон              | номинация                   |
| Най-добра актриса в главна роля       | Фелисити Джоунс             | номинация                   |
| Златен глобус (11 януари 2015 г.)     |                             |                             |
| Най-добра филмова музика              | Йохан Йохансон              | награда                     |
| Най-добър актьор в драматичен филм    | Еди Редмейн                 | награда                     |
| Най-добър филм – драма                | Най-добър филм – драма      | номинация                   |
| Най-добра актриса в драматичен филм   | Фелисити Джоунс             | номинация                   |
| Сателит (15 февруари 2015 г.)         |                             |                             |
| Най-добър филм                        | Най-добър филм              | номинация                   |
| Най-добра кинематография              | Най-добра кинематография    | номинация                   |
| Най-добър адаптиран сценарий          | Антъни Маккартън            | номинация                   |
| Най-добър актьор                      | Еди Редмейн                 | номинация                   |
| Най-добра актриса                     | Фелисити Джоунс             | номинация                   |
| Сатурн (25 юни 2015 г.)               |                             |                             |
| Най-добър международен филм           | Най-добър международен филм | награда                     |
| Емпайър (29 март 2015 г.)             |                             |                             |
| Най-добър британски филм              | Най-добър британски филм    | номинация                   |
| Най-добър актьор                      | Еди Редмейн                 | номинация                   |
| Най-добра актриса                     | Фелисити Джоунс             | номинация                   |